# Federico Ricca
Federico Ricca Rostagnol (Tarariras, Colonia, 1 de diciembre de 1994) es un futbolista uruguayo que juega como defensa en C. A. Belgrano de la Primera División de Argentina.

## Trayectoria

### Juveniles
Se formó en el Club Atlético Maracaná de Tarariras y jugó desde baby hasta la Sub-17. En el 2010 integró por primera vez la Selección de Colonia Sub-18 con 15 años, y en su segundo año, en la temporada 2010-11, logró la Copa Nacional de Selecciones Sub-18 del Interior.
En julio de 2011, Danubio de Montevideo, mostró interés en Federico luego de salir campeón del interior con Colonia y lo fichó a sus 16 años. Se integró a la Quinta División del club.

### Danubio Fútbol Club
Al comenzar la temporada 2013-14, fue ascendido al primer equipo por el técnico Leonardo Ramos.
El 18 de agosto de 2013 debutó como profesional, a pesar de ser su primer partido, fue titular para enfrentar a Cerro Largo, empataron 0 a 0. Disputó los 90 minutos, su primer encuentro lo jugó con 18 años y 260 días.
En el Torneo Apertura, lograron el primer puesto con Danubio, Ricca estuvo presente en 7 oportunidades, 5 como titular. 
Para el Torneo Clausura de 2014, se consolidó como titular en el equipo. En la fecha 3, el 15 de febrero contra Liverpool, anotó su primer gol oficial y ganaron 2 a 1. Jugó 14 partidos, los 90 minutos en cada uno, recibió 8 tarjetas amarillas y anotó 2 goles. Danubio quedó en quinto lugar del torneo, el campeón fue Wanderers.
Participó en las finales por el Campeonato Uruguayo ante Wanderers. En el primer encuentro, el 25 de mayo de 2014, anotó un gol de cabeza al minuto 19, ganaron 3 a 0 y forzaron unas finales.
No pudo estar presente en la primera final, por acumulación de tarjetas, empataron 0 a 0. El partido decisivo por el Campeonato Uruguayo se jugó el 8 de junio, Ricca fue titular, empataron 1 a 1 en los 90 minutos, además con 4 hombres menos que fueron expulsados, 2 de cada equipo, por lo que fueron a una prórroga, al minuto 105 Albarracín puso en ventaja a los bohemios, pero Mayada empató en el último minuto, por lo que fueron a penales. Desde el punto del penal, Federico falló su tiro pero igualmente ganaron 5 a 4. Danubio se coronó campeón de la temporada y clasificaron a la Copa Libertadores.
A nivel internacional, debutó el 21 de agosto, en la primera ronda de la Copa Sudamericana 2014, fue titular contra Capiatá pero perdieron 3 a 1, recibió una tarjeta amarilla. En el partido de vuelta, nuevamente fue titular pero fue expulsado al minuto 35, empataron 2 a 2 y quedaron eliminados por un global de 5 a 3 en contra.
En el Torneo Apertura de 2014, tuvo asistencia perfecta, ya que disputó los 90 minutos en los 15 partidos que se jugaron, anotó un gol pero recibió 5 tarjetas amarillas.
Debutó en la Copa Libertadores el 18 de marzo, en la fecha 3 del grupo 2 contra Corinthians, debido a que había sido expulsado en el otro certamen continental y tuvo que cumplir una sanción. Jugó 4 partidos, pero quedaron eliminados, recibió 2 tarjetas amarillas.
En el plano local, Ricca no estuvo presente en la primera fecha del Torneo Clausura 2015, por las tarjetas amarillas acumuladas. En la fecha 2, fue el capitán del equipo por primera vez, jugaron contra Atenas pero perdieron 3 a 1. Finalizó con 14 presencias, y mejoró su disciplina, ya que recibió una tarjeta amarilla únicamente.
La temporada 2015/16, con Danubio comenzó en la primera fase de la Copa Sudamericana 2015, jugó el partido de ida y de vuelta contra Universidad Católica, pero quedaron eliminados por un global de 3 a 1 en contra.
Tuvieron un Torneo Apertura irregular y finalizaron en séptima posición. Ricca jugó los 15 partidos y recibió 3 tarjetas amarillas.
El 5 de enero de 2016, comenzó la pretemporada con el club. Disputó la Copa Suat, el primer partido fue contra el clásico rival, Defensor Sporting, jugó los 90 minutos y ganaron 1 a 0. En la final, se enfrentaron al River Plate de Juan Ramón Carrasco, realizaron un gran partido y ganaron 3 a 1, nuevamente Federico estuvo presente los 90 minutos.
Luego viajaron con el plantel a Brasil para jugar 3 partidos amistosos. Estuvo presente en los 3 partidos, contra Gremio, Cruzeiro y un equipo alternativo de Internacional, empataron 1 a 1 en cada encuentro.
El 30 de enero, viajó a España para seguir su carrera en la Liga BBVA, con Málaga. Con Danubio, jugó un total de 75 partidos, 8 internacionales y 67 en el campeonato uruguayo, además convirtió 4 goles.

### Málaga Club de Fútbol
El 1 de febrero de 2016, realizó las pruebas médicas y fichó por el Málaga Club de Fútbol de España, por 4 años y medio. Le fue asignada la camiseta número 15.
Hizo su debut en un partido oficial el 27 de febrero, fue titular contra Real Sociedad en Anoeta, recibió una tarjeta amarilla y empataron 1 a 1, jugó los 90 minutos.
El 20 de abril, fue titular en La Rosaleda ante más de 13.900 espectadores, para enfrentar a Rayo Vallecano, en el minuto 62 la visita se puso en ventaja, pero ya en tiempo cumplido, Ricca anotó su primer gol en Europa y finalmente empataron 1 a 1.
Málaga finalizó La Liga en octava posición, Federico estuvo presente en 8 oportunidades, 7 como titular, recibió 3 tarjetas amarillas.

### Brujas
El 14 de agosto de 2019 se hizo oficial su traspaso al Club Brujas belga por una cantidad cercana a los 2 millones de euros. El jugador firmó por cuatro años con la participación en la negociación de sus agentes de IS Sports Agency Intersoccer. En el primer año en el equipo conquistó el título de la Jupiler League con su equipo, marcando dos goles en esta temporada.

## Selección nacional

### Juveniles
Ricca ha sido parte de la selección de Uruguay en la categoría juvenil sub-22.
El 21 de mayo de 2015 fue incluido en la lista preliminar de 30 jugadores para defender a la selección de Uruguay en los Juegos Panamericanos de Toronto.
El 17 de junio fue confirmado en la lista de 18 jugadores para defender a la Celeste en los Panamericanos de Canadá, bajo las órdenes de Fabián Coito.
Debutó en la competición oficial el 13 de julio, contra Trinidad y Tobago, al minuto 20 anotó un gol y ganaron 4 a 0.
Estuvo presente en todos los partidos, y lograron la medalla de oro al vencer a México en la final. Fue incluido en el equipo ideal del torneo.

#### Participaciones en juveniles
| Competición                  | Sede   | Resultado      | Partidos | Goles |
| ---------------------------- | ------ | -------------- | -------- | ----- |
| Juegos Panamericanos de 2015 | Canadá | Medalla de oro | 5        | 1     |

### Absoluta
El 15 de agosto de 2016, fue reservado por primera vez a la selección mayor, para la fecha FIFA de septiembre. Fue confirmado el 24 de agosto, para jugar dos fechas por las eliminatorias, frente a Argentina y Paraguay.

#### Participaciones en absoluta
| Competición                   | Sede            | Resultado  | Partidos | Goles |
| ----------------------------- | --------------- | ---------- | -------- | ----- |
| Eliminatorias para Rusia 2018 | América del Sur | En disputa | 0        | 0     |

### Detalles de partidos
| Con Uruguay Sub-22 | Con Uruguay Sub-22 | Con Uruguay Sub-22 | Con Uruguay Sub-22  | Con Uruguay Sub-22 | Con Uruguay Sub-22                  | Con Uruguay Sub-22 | Con Uruguay Sub-22 | Con Uruguay Sub-22 | Con Uruguay Sub-22 |
| N.º                | Rival              | Resultado          | Fecha               | Lugar              | Competencia                         | Goles              | Asistencias        | Ref.               |                    |
| ------------------ | ------------------ | ------------------ | ------------------- | ------------------ | ----------------------------------- | ------------------ | ------------------ | ------------------ | ------------------ |
| 1                  | Trinidad y Tobago  | 4:0 (3:0)          | 13 de julio de 2015 | Hamilton · Canadá  | Juegos Panamericanos Fase de grupos | 19'                | -                  | 1                  |                    |
| 2                  | México             | 0:1 (0:0)          | 17 de julio de 2015 | Hamilton · Canadá  | Juegos Panamericanos Fase de grupos | -                  | -                  | 2                  |                    |
| 3                  | Paraguay           | 1:0 (0:0)          | 21 de julio de 2015 | Hamilton · Canadá  | Juegos Panamericanos Fase de grupos | -                  | -                  | 3                  |                    |
| 4                  | Brasil             | 2:1 (0:0)          | 23 de julio de 2015 | Hamilton · Canadá  | Juegos Panamericanos Semifinales    | -                  | -                  | 4                  |                    |
| 5                  | México             | 1:0 (1:0)          | 26 de julio de 2015 | Hamilton · Canadá  | Juegos Panamericanos Final          | -                  | -                  | 5                  |                    |

## Estadísticas

### Clubes
Actualizado al 24 de mayo de 2025.
| Club | Div.          | Temporada     | Liga(1) | Liga(1) | Copas nacionales | Copas nacionales | Torneos internacionales(2) | Torneos internacionales(2) | Total | Total |
| Club | Div.          | Temporada     | Part.   | Goles   | Part.            | Goles            | Part.                      | Goles                      | Part. | Goles |
| --- | ------------- | ------------- | ------- | ------- | ---------------- | ---------------- | -------------------------- | -------------------------- | ----- | ----- |
| Danubio F. C. · Uruguay | 1.ª           | 2013-14       | 23      | 3       | —                | —                | 0                          | 0                          | 23    | 3     |
| Danubio F. C. · Uruguay | 1.ª           | 2014-15       | 29      | 1       | —                | —                | 6                          | 0                          | 35    | 1     |
| Danubio F. C. · Uruguay | 1.ª           | 2015-16       | 15      | 0       | —                | —                | 2                          | 0                          | 17    | 0     |
| Danubio F. C. · Uruguay | Total club    | Total club    | 67      | 4       | 0                | 0                | 8                          | 0                          | 75    | 4     |
| Málaga C. F. · España | 1.ª           | 2015-16       | 8       | 1       | 0                | 0                | —                          | —                          | 8     | 1     |
| Málaga C. F. · España | 1.ª           | 2016-17       | 21      | 0       | 0                | 0                | —                          | —                          | 21    | 0     |
| Málaga C. F. · España | 1.ª           | 2017-18       | 14      | 0       | 0                | 0                | —                          | —                          | 14    | 0     |
| Málaga C. F. · España | 2.ª           | 2018-19       | 38      | 5       | 0                | 0                | —                          | —                          | 38    | 5     |
| Málaga C. F. · España | Total club    | Total club    | 81      | 6       | 0                | 0                | 0                          | 0                          | 81    | 6     |
| Club Brujas · Bélgica | 1.ª           | 2019-20       | 8       | 2       | 1                | 0                | 6                          | 0                          | 15    | 2     |
| Club Brujas · Bélgica | 1.ª           | 2020-21       | 14      | 0       | 1                | 0                | 5                          | 0                          | 20    | 0     |
| Club Brujas · Bélgica | 1.ª           | 2021-22       | 10      | 1       | 5                | 0                | 4                          | 0                          | 19    | 1     |
| Club Brujas · Bélgica | Total club    | Total club    | 32      | 3       | 7                | 0                | 15                         | 0                          | 54    | 3     |
| Oud-Heverlee Leuven · Bélgica | 1.ª           | 2022-23       | 28      | 1       | 2                | 0                | —                          | —                          | 30    | 1     |
| Oud-Heverlee Leuven · Bélgica | 1.ª           | 2023-24       | 24      | 1       | 1                | 0                | —                          | —                          | 25    | 1     |
| Oud-Heverlee Leuven · Bélgica | 1.ª           | 2024-25       | 30      | 1       | 2                | 0                | —                          | —                          | 32    | 1     |
| Oud-Heverlee Leuven · Bélgica | Total club    | Total club    | 82      | 3       | 5                | 0                | 0                          | 0                          | 87    | 3     |
| C. A. Belgrano Argentina | 1.ª           | 2025          | 0       | 0       | 0                | 0                | —                          | —                          | 0     | 0     |
| C. A. Belgrano Argentina | Total club    | Total club    | 0       | 0       | 0                | 0                | 0                          | 0                          | 0     | 0     |
| Total carrera | Total carrera | Total carrera | 262     | 16      | 12               | 0                | 23                         | 0                          | 297   | 16    |
| (1)Incluidos los datos del desempate por el Campeonato Uruguayo (2013-14) (2)Incluidos los datos de la Copa Sudamericana (2014, 2015) y Copa Libertadores (2015) |               |               |         |         |                  |                  |                            |                            |       |       |

### Selecciones
Actualizado al 26 de julio de 2015.
Último partido citado: Uruguay 1 - 0 México
| Sub-22 · Uruguay                                          | 2014/15       | 5 | 1 | - | - | 0 | 0 | 5 | 1 |
| Sub-22 · Uruguay                                          | Total sel.    | 5 | 1 | - | - | 0 | 0 | 5 | 1 |
| Absoluta · Uruguay                                        | 2016/17       | 0 | 0 | - | - | 0 | 0 | 0 | 0 |
| Absoluta · Uruguay                                        | Total sel.    | 0 | 0 | - | - | 0 | 0 | 0 | 0 |
| Total carrera                                             | Total carrera | 5 | 1 | - | - | 0 | 0 | 5 | 1 |
| (1)Incluidos los datos de los Juegos Panamericanos (2015) |               |   |   |   |   |   |   |   |   |

## Palmarés

### Títulos nacionales
| Título                              | Club                        | País    | Año     |
| ----------------------------------- | --------------------------- | ------- | ------- |
| Copa Nacional de Selecciones Sub-18 | Selección de Colonia sub-18 | Uruguay | 2010-11 |
| Torneo Apertura                     | Danubio F. C.               | Uruguay | 2013    |
| Campeonato Uruguayo                 | Danubio F. C.               | Uruguay | 2013-14 |
| Primera División de Bélgica         | Club Brujas                 | Bélgica | 2019-20 |
| Primera División de Bélgica         | Club Brujas                 | Bélgica | 2020-21 |
| Supercopa de Bélgica                | Club Brujas                 | Bélgica | 2021    |
| Primera División de Bélgica         | Club Brujas                 | Bélgica | 2021-22 |
| Supercopa de Bélgica                | Club Brujas                 | Bélgica | 2022    |

### Títulos internacionales
| Título               | Club (*)       | País   | Año  |
| -------------------- | -------------- | ------ | ---- |
| Juegos Panamericanos | Uruguay sub-22 | Canadá | 2015 |

(*) Incluyendo la selección.

### Distinciones individuales
| Distinción                           | Año  |
| ------------------------------------ | ---- |
| XI ideal de los Juegos Panamericanos | 2015 |